# Aleksei Jevgrafov
Aleksei Jevgrafov (ur. 24 listopada 1979 w Narwie) – estoński polityk od 5 kwietnia 2023 roku członek Riigikogu XV kadencji.

## Edukacja
Aleksei Jevgrafov urodził się 24 listopada 1979 roku w Narwie. Uczył się w gimnazjum Narva Pähklimäe. Od 1998 od 2002 roku studiował na kierunku administracja publiczna na Uniwersytecie Pedagogicznym w Tallinie.

## Kariera
W latach 2001–2006 należał do Partii Reform. W 2002 roku kandydował z listy tej partii do rady miejskiej Narwy, przy czym wybrany nie został. Próbę ponowił w 2005 roku, tym razem jednak z listy Partii Centrum. I tym razem nie został wybrany.
Karierę zawodową rozpoczął od stanowiska inspektora celnego w Narwie (w latach 2003–2005). Następnie pełnił stanowiska zarządzające. W latach 2005–2009 był dyrektorem hotelu Inger i restauracji Salvador. Od 2009 do 2011 kierował narewskim oddziałem firmy Elion. Do 2017 roku zasiadał w radach nadzorczych szeregu przedsiębiorstw.
Od 7 listopada 2017 do 15 marca 2019 roku Jevgrafov był zastępcą burmistrza Narwy do spraw gospodarki miejskiej. 15 marca zaczął pełnić obowiązki burmistrza Narwy. Funkcję tę pełnił już jako wybrany burmistrz od 8 kwietnia 2019 do 11 listopada 2020 roku
Od 16 grudnia 2020 do 10 marca 2021 roku był dyrektorem szpitala w Narwie.
W 2021 roku został wybrany radnym miasta Narwa.
Od 2022 do 2023 był doradcą europosłanki Yany Toom.
Kandydował w wyborach paralmentarnych 2023 w 7 okręgu wyborczym (Ida-Virumaa) z listy Partii Centrum, do której wstąpił w tym roku. Uzyskane 1405 głosów było czwartym wynikiem w okręgu. Wstąpił do Riigikoku jako członek zastępczy, na miejsce europosłanki Yany Toom, która uzyskawszy 3546 głosów zrezygnowała z zasiadania w parlamencie.

## Życie osobiste
Aleksei Jevgrafov jest żonaty i ma dwóch synów.